# THE GIRLS
THE GIRLS是韩国女子组合BLACKPINK的歌曲，在2023年8月25日由YG娱乐发行，为该组合首个出道以來的英語單曲。此歌曲是為了慶祝手机游戏《BLACKPINK THE GAME (BPTG)》的發行。